# André Roy
André Roy, född 8 februari 1975, är en kanadensisk-amerikansk före detta professionell ishockeyforward som tillbringade elva säsonger i den nordamerikanska ishockeyligan National Hockey League (NHL), där han spelade för Boston Bruins, Ottawa Senators, Tampa Bay Lightning, Pittsburgh Penguins och Calgary Flames. Han producerade 68 poäng (35 mål och 33 assists) samt drog på sig 1 169 utvisningsminuter på 515 grundspelsmatcher.
Roy spelade också för Providence Bruins i American Hockey League (AHL); Charlotte Checkers i ECHL; Fort Wayne Komets i International Hockey League (IHL) samt Harfangs de Beauport, Saguenéens de Chicoutimi och Voltigeurs de Drummondville i Ligue de hockey junior majeur du Québec (LHJMQ).
Roy vann Stanley Cup med Tampa Bay Lightning för säsongen 2003–2004.

## Statistik
| Källa: Utv = Utvisningsminuter | Källa: Utv = Utvisningsminuter                       | Källa: Utv = Utvisningsminuter                       |                                                      | Grundserie                                           | Grundserie                                           | Grundserie                                           | Grundserie                                           | Grundserie                                           |                                                      | Slutspel                                             | Slutspel                                             | Slutspel                                             | Slutspel                                             | Slutspel                                             |
| Säsong                         | Lag                                                  | Liga                                                 | Matcher                                              | Mål                                                  | Assist                                               | Poäng                                                | Utv                                                  | Matcher                                              | Mål                                                  | Assist                                               | Poäng                                                | Utv                                                  |                                                      |                                                      |
| ------------------------------ | ---------------------------------------------------- | ---------------------------------------------------- | ---------------------------------------------------- | ---------------------------------------------------- | ---------------------------------------------------- | ---------------------------------------------------- | ---------------------------------------------------- | ---------------------------------------------------- | ---------------------------------------------------- | ---------------------------------------------------- | ---------------------------------------------------- | ---------------------------------------------------- | ---------------------------------------------------- | ---------------------------------------------------- |
| 1993–1994                      | Goulbourn Royals                                     | EOJHL                                                | 9                                                    | 9                                                    | 13                                                   | 22                                                   | 98                                                   | —                                                    | —                                                    | —                                                    | —                                                    | —                                                    |                                                      |                                                      |
|                                | Harfangs de Beauport                                 | LHJMQ                                                | 33                                                   | 6                                                    | 7                                                    | 13                                                   | 125                                                  | —                                                    | —                                                    | —                                                    | —                                                    | —                                                    |                                                      |                                                      |
|                                | Saguenéens de Chicoutimi                             | LHJMQ                                                | 32                                                   | 4                                                    | 14                                                   | 18                                                   | 152                                                  | —                                                    | —                                                    | —                                                    | —                                                    | —                                                    |                                                      |                                                      |
| 1994–1995                      | Saguenéens de Chicoutimi                             | LHJMQ                                                | 20                                                   | 15                                                   | 8                                                    | 23                                                   | 90                                                   | —                                                    | —                                                    | —                                                    | —                                                    | —                                                    |                                                      |                                                      |
|                                | Voltigeurs de Drummondville                          | LHJMQ                                                | 34                                                   | 18                                                   | 13                                                   | 31                                                   | 233                                                  | 4                                                    | 2                                                    | 0                                                    | 2                                                    | 34                                                   |                                                      |                                                      |
| 1995–1996                      | Boston Bruins                                        | NHL                                                  | 3                                                    | 0                                                    | 0                                                    | 0                                                    | 0                                                    | —                                                    | —                                                    | —                                                    | —                                                    | —                                                    |                                                      |                                                      |
|                                | Providence Bruins                                    | AHL                                                  | 58                                                   | 7                                                    | 8                                                    | 15                                                   | 167                                                  | 1                                                    | 0                                                    | 0                                                    | 0                                                    | 10                                                   |                                                      |                                                      |
| 1996–1997                      | Boston Bruins                                        | NHL                                                  | 10                                                   | 0                                                    | 2                                                    | 2                                                    | 12                                                   | —                                                    | —                                                    | —                                                    | —                                                    | —                                                    |                                                      |                                                      |
|                                | Providence Bruins                                    | AHL                                                  | 50                                                   | 17                                                   | 11                                                   | 28                                                   | 234                                                  | —                                                    | —                                                    | —                                                    | —                                                    | —                                                    |                                                      |                                                      |
| 1997–1998                      | Providence Bruins                                    | AHL                                                  | 36                                                   | 3                                                    | 11                                                   | 14                                                   | 154                                                  | —                                                    | —                                                    | —                                                    | —                                                    | —                                                    |                                                      |                                                      |
|                                | Charlotte Checkers                                   | ECHL                                                 | 27                                                   | 10                                                   | 8                                                    | 18                                                   | 132                                                  | 7                                                    | 2                                                    | 3                                                    | 5                                                    | 34                                                   |                                                      |                                                      |
| 1998–1999                      | Fort Wayne Komets                                    | IHL                                                  | 65                                                   | 15                                                   | 6                                                    | 21                                                   | 395                                                  | 2                                                    | 0                                                    | 0                                                    | 0                                                    | 11                                                   |                                                      |                                                      |
| 1999–2000                      | Ottawa Senators                                      | NHL                                                  | 73                                                   | 4                                                    | 3                                                    | 7                                                    | 145                                                  | 5                                                    | 0                                                    | 0                                                    | 0                                                    | 2                                                    |                                                      |                                                      |
| 2000–2001                      | Ottawa Senators                                      | NHL                                                  | 64                                                   | 3                                                    | 5                                                    | 8                                                    | 169                                                  | 2                                                    | 0                                                    | 0                                                    | 0                                                    | 16                                                   |                                                      |                                                      |
| 2001–2002                      | Ottawa Senators                                      | NHL                                                  | 56                                                   | 6                                                    | 8                                                    | 14                                                   | 148                                                  | —                                                    | —                                                    | —                                                    | —                                                    | —                                                    |                                                      |                                                      |
|                                | Tampa Bay Lightning                                  | NHL                                                  | 9                                                    | 1                                                    | 1                                                    | 2                                                    | 63                                                   | —                                                    | —                                                    | —                                                    | —                                                    | —                                                    |                                                      |                                                      |
| 2002–2003                      | Tampa Bay Lightning                                  | NHL                                                  | 62                                                   | 10                                                   | 7                                                    | 17                                                   | 119                                                  | 5                                                    | 0                                                    | 1                                                    | 1                                                    | 2                                                    |                                                      |                                                      |
| 2003–2004                      | Tampa Bay Lightning                                  | NHL                                                  | 33                                                   | 1                                                    | 1                                                    | 2                                                    | 78                                                   | 21                                                   | 1                                                    | 2                                                    | 3                                                    | 61                                                   |                                                      |                                                      |
| 2004–2005                      | Spelade ej på grund av lockout mellan NHL och NHLPA. | Spelade ej på grund av lockout mellan NHL och NHLPA. | Spelade ej på grund av lockout mellan NHL och NHLPA. | Spelade ej på grund av lockout mellan NHL och NHLPA. | Spelade ej på grund av lockout mellan NHL och NHLPA. | Spelade ej på grund av lockout mellan NHL och NHLPA. | Spelade ej på grund av lockout mellan NHL och NHLPA. | Spelade ej på grund av lockout mellan NHL och NHLPA. | Spelade ej på grund av lockout mellan NHL och NHLPA. | Spelade ej på grund av lockout mellan NHL och NHLPA. | Spelade ej på grund av lockout mellan NHL och NHLPA. | Spelade ej på grund av lockout mellan NHL och NHLPA. | Spelade ej på grund av lockout mellan NHL och NHLPA. | Spelade ej på grund av lockout mellan NHL och NHLPA. |
| 2005–2006                      | Pittsburgh Penguins                                  | NHL                                                  | 42                                                   | 2                                                    | 1                                                    | 3                                                    | 116                                                  | —                                                    | —                                                    | —                                                    | —                                                    | —                                                    |                                                      |                                                      |
| 2006–2007                      | Pittsburgh Penguins                                  | NHL                                                  | 5                                                    | 0                                                    | 0                                                    | 0                                                    | 12                                                   | —                                                    | —                                                    | —                                                    | —                                                    | —                                                    |                                                      |                                                      |
|                                | Tampa Bay Lightning                                  | NHL                                                  | 51                                                   | 1                                                    | 2                                                    | 3                                                    | 116                                                  | 6                                                    | 0                                                    | 0                                                    | 0                                                    | 17                                                   |                                                      |                                                      |
| 2007–2008                      | Tampa Bay Lightning                                  | NHL                                                  | 63                                                   | 4                                                    | 3                                                    | 7                                                    | 108                                                  | —                                                    | —                                                    | —                                                    | —                                                    | —                                                    |                                                      |                                                      |
| 2008–2009                      | Calgary Flames                                       | NHL                                                  | 44                                                   | 3                                                    | 0                                                    | 3                                                    | 83                                                   | 2                                                    | 0                                                    | 0                                                    | 0                                                    | 0                                                    |                                                      |                                                      |
| NHL totalt                     | NHL totalt                                           | NHL totalt                                           | 515                                                  | 35                                                   | 33                                                   | 68                                                   | 1169                                                 | 41                                                   | 1                                                    | 3                                                    | 4                                                    | 98                                                   |                                                      |                                                      |
| AHL totalt                     | AHL totalt                                           | AHL totalt                                           | 144                                                  | 27                                                   | 30                                                   | 57                                                   | 555                                                  | 1                                                    | 0                                                    | 0                                                    | 0                                                    | 10                                                   |                                                      |                                                      |
| LHJMQ totalt                   | LHJMQ totalt                                         | LHJMQ totalt                                         | 119                                                  | 43                                                   | 42                                                   | 85                                                   | 600                                                  | 4                                                    | 2                                                    | 0                                                    | 2                                                    | 34                                                   |                                                      |                                                      |